# St. Louis WCT 1978
Il St. Louis WCT 1978  è stato un torneo di tennis giocato sul sintetico indoor. È stata la 9ª edizione del St. Louis WCT, che fa parte del Colgate-Palmolive Grand Prix 1978. Si è giocato a St. Louis negli Stati Uniti, dal 12 al 18 febbraio 1978.

## Campioni

### Singolare
Sandy Mayer ha battuto in finale  Eddie Dibbs con il punteggio di 7–6, 6–4

### Doppio
Bob Hewitt /  Frew McMillan hanno battuto in finale  Wojciech Fibak /  Tom Okker con il punteggio di 6–3, 6–2